# Asplenium extensum
Asplenium extensum är en svartbräkenväxtart som beskrevs av Fée. Asplenium extensum ingår i släktet Asplenium och familjen Aspleniaceae. Inga underarter finns listade.